# 宿川原站
宿川原站（日语：／ Syukugawara eki */?）是位於青森縣南津輕郡大鰐町大字宿川原川崎135番13號，弘南鐵道的大鰐線車站。車站編號為KW 13。
根據「2022年國土數值情報」顯示，本站為弘南鐵道所有車站中使用量最少的一個，每天平均乘降人數只有2人。

## 車站構造
簡易車站模式運作，附近大多為農地。設有1面1線的單式月台。此站是無人車站。

## 歷史
- 1952年1月26日：弘前電氣鐵道（日语：弘前電気鉄道）車站啟用。
- 1970年10月1日：弘前電氣鐵道轉讓至弘南鐵道，成為弘南鐵道大鰐線車站。
- 2002年1月7日：車站向鯖石站一方遷移200米。
- 2020年10月10日：加入車站編號[2][3][4]。

## 使用狀況
| 1日上落車人次 | 1日上落車人次 |
| 年度          | 1日平均人次   |
| ------------- | ------------- |
| 2011年        | 26            |
| 2012年        | 25            |
| 2013年        | 24            |
| 2014年        | 19            |
| 2015年        | 27            |
| 2016年        | 24            |
| 2017年        | 24            |
| 2018年        | 10            |
| 2019年        | 9             |
| 2020年        | 11            |
| 2021年        | 8             |
| 2022年        | 2             |

## 相鄰車站
弘南鐵道
 大鰐線
大鰐（KW 14）－宿川原（KW 13）－鯖石（KW 12）

## 外部連結
- 宿川原站（日語） （各站資訊） - 弘南鐵道